# Mounir El Housni
Mounir El Housni (né le 7 janvier 1976) est un athlète français, spécialiste des courses de fond et du cross-country. 
Il se distingue lors des championnats d'Europe de cross-country 2004 en remportant, au titre du classement par équipes, le titre européen en compagnie de Driss Maazouzi, Mustapha Essaïd et Mokhtar Benhari. Il se classe cinquième de l'épreuve individuelle.